# John Edmund de Courcy
John Edmund de Courcy OFM foi um bispo inglês na Irlanda no final do século XV e início do século XVI; ele foi bispo de Clogher, tendo sido nomeado no dia 14 de junho de 1484; foi também bispo de Ross a partir de 26 de setembro de 1494. Ele morreu em 14 de março de 1519.